# Andrés de la Cuesta
Andrés de la Cuesta (falecido em 1564) foi um prelado católico romano que serviu como bispo de Leão (1557–1564).

## Biografia
No dia 10 de dezembro de 1557, Andrés de la Cuesta foi nomeado durante o papado de Paulo IV como Bispo de Leão. Em 1558, foi consagrado bispo. Serviu como Bispo de Leão até à sua morte em 1564.